# Dweezil Zappa

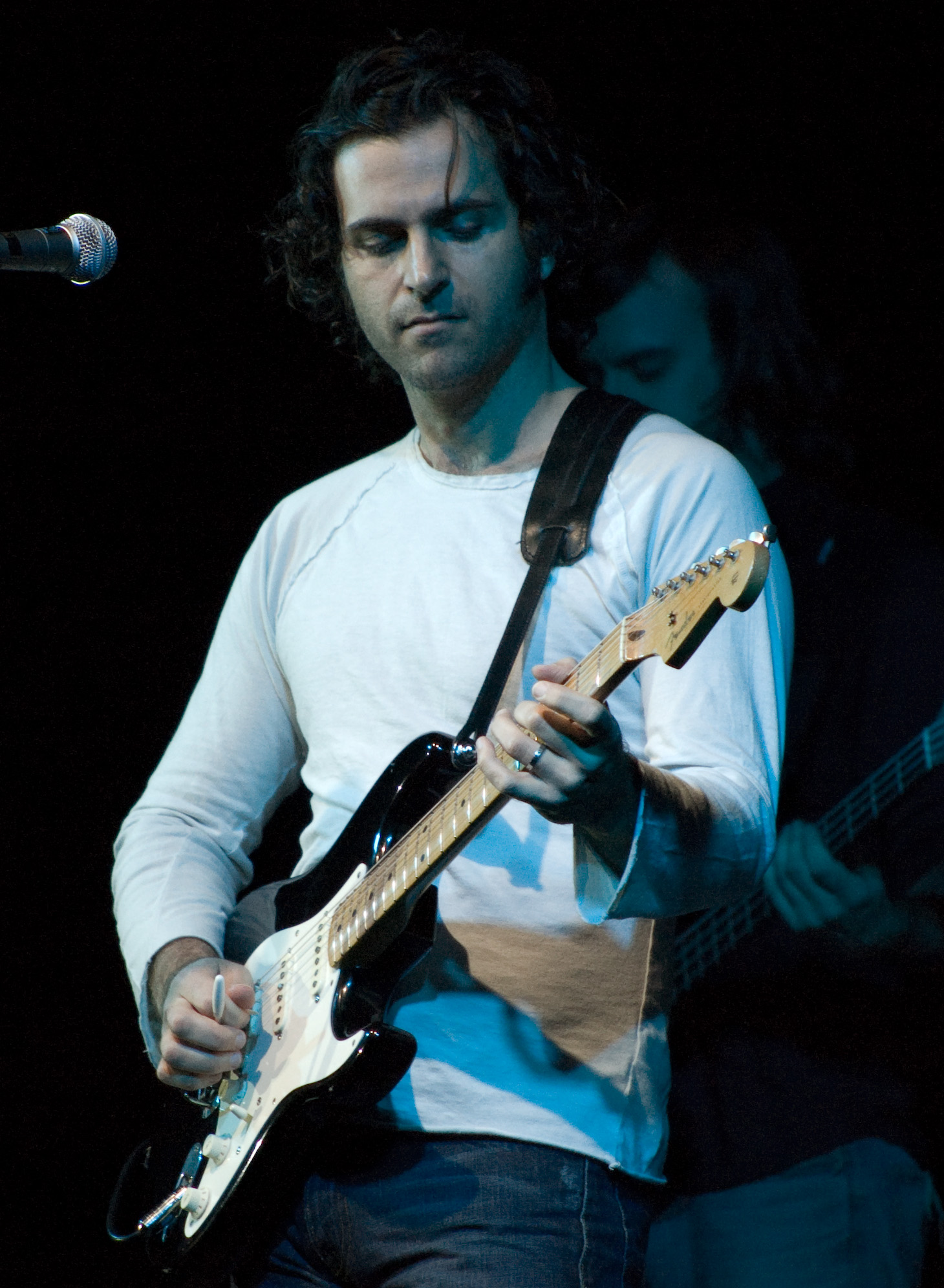
Dweezil Zappa auf der Zappa Plays Zappa-Tour in Dänemark, 13. Oktober 2007

Dweezil Zappa (* 5. September 1969 in Los Angeles) ist ein US-amerikanischer Rock-Gitarrist. Er ist ein Sohn von Frank Zappa.
Sein offizieller Name lautete – nach den Vornamen von Bekannten (bzw. Mitgliedern der damaligen Band) seines Vaters – zunächst Ian Donald Calvin Euclid Zappa, da die Krankenschwester die Eltern direkt nach der Geburt drängte, dem Kind einen anderen Namen zu geben. In der Familie wurde er jedoch stets Dweezil gerufen. Als er fünf Jahre alt war, entdeckte er auf seiner Geburtsurkunde, dass er offiziell so nicht hieß und verlangte von seinen Eltern eine Namensänderung. Sein Name wurde offiziell in Dweezil  (Englisch, ausgesprochen wie (d-)„weasel“) geändert.
Das Album My Guitar Wants To Kill Your Mama (1988) beinhaltete das gleichnamige Lied seines Vaters Frank Zappa vom Album Weasels Ripped My Flesh, das Dweezil Zappa im Stile Van Halens interpretierte. Das zu dem Lied gedrehte Musikvideo, das sich stilistisch an der schwarz-weißen Bildästhetik des Film-noir-Genres orientiert, war auf dem Musiksender MTV sehr erfolgreich.

## Diskografie
- My Mother Is A Space Cadet (single) – 1982
- Havin’ A Bad Day – 1986
- My Guitar Wants To Kill Your Mama – 1988
- Confessions – 1991 mit Nuno Bettencourt
- Shampoo Horn – 1993
- Music For Pets – 1996
- Automatic – 2000
- Go With What You Know – 2006
- Zappa plays Zappa 3CD – 2008
- Return of the Son Of – 2010
- f.o.h. III - out of obscurity – 2012
- via zammata'  - 2015

Kollaborationen
- Pornograffitti – 1991 mit Extreme

## Andere Aktivitäten

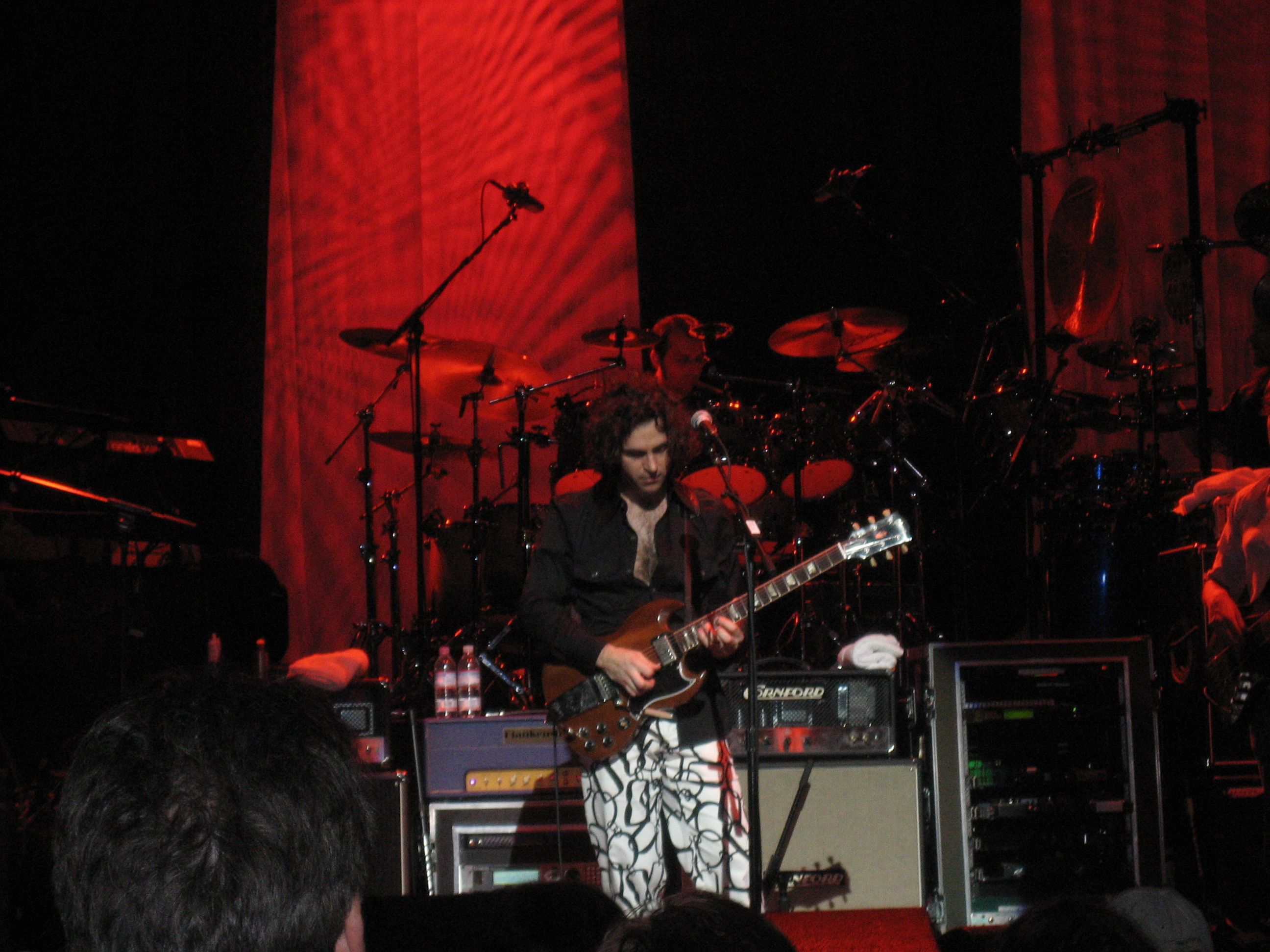
Dweezil Zappa bei Zappa plays Zappa am 11. Juni 2006

- Nebenrollen in den Filmen  Pretty in Pink (1986) und Running Man (1987) mit Arnold Schwarzenegger.
- Gitarrist auf dem Album Heartbeat (1986) von Don Johnson.
- Synchronsprecher der Figur Ajax Duckman in der amerikanischen Zeichentrickserie Duckman.
- 2004 zusammen mit Lisa Loeb die amerikanische Fernsehshow Dweezil & Lisa im Food Network.
- Tournee Zappa plays Zappa in den Jahren 2006/07, wobei er Stücke seines Vaters spielte. Als Gastmusiker nahmen daran auch Steve Vai und Terry Bozzio teil.[4] Weitere Tourneen mit gleichem Titel folgten in den Jahren 2008 und 2009.[5]

## Privatleben
Von 1998 bis 2004 war Zappa mit der Musikerin Lisa Loeb liiert. Zappa und Loeb schrieben gemeinsam Musik und gaben Konzerte. Zappa ging mit Loebs Band auf Tournee. 
Am 3. September 2005 heiratete Zappa die Modedesignerin Lauren Knudsen in Los Angeles. Das Paar bekam zwei Töchter (* 2006 und 2008). Im März 2010 reichte Knudsen die Scheidung ein und beantragte das gemeinsame Sorgerecht für die beiden Töchter. 
Dweezil Zappa heiratete im April 2012  Megan Marsicano.